# Trialestidae
Los trialéstidos (Trialestidae) son una familia de arcosaurios cocodrilomorfos esfenosuquios que vivieron a finales del período Triásico en Sudamérica. Eran animales pequeños, de constitución ligera, con miembros alargados, las patas delanteras y traseras eran de igual tamaño, con los carpales alargados, digitígrado; cresta supraacetabular bien desarrollada y el acetábulo perforado, como los dinosaurios. Posiblemente eran insectívoros y carnívoros terrestres de tamaño mediano. Se ha propuesto como un dinosaurio primitivo. Otra posibilidad es que sean cocodrilomorfo, pero no un esfenosuquio, y una tercera posibilidad es que los especímenes de diversos taxones se han referido esta sola especie. 